# Helopicus subvarians
Helopicus subvarians är en bäcksländeart som först beskrevs av Banks 1920.  Helopicus subvarians ingår i släktet Helopicus och familjen rovbäcksländor. Inga underarter finns listade i Catalogue of Life.

## Bildgalleri

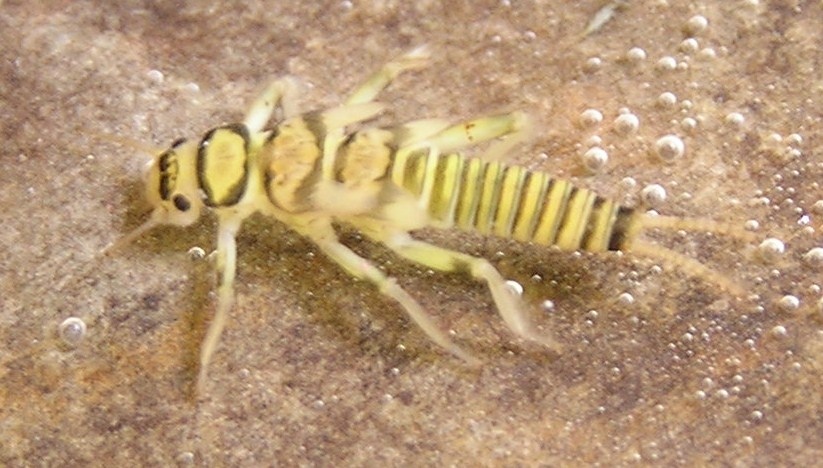
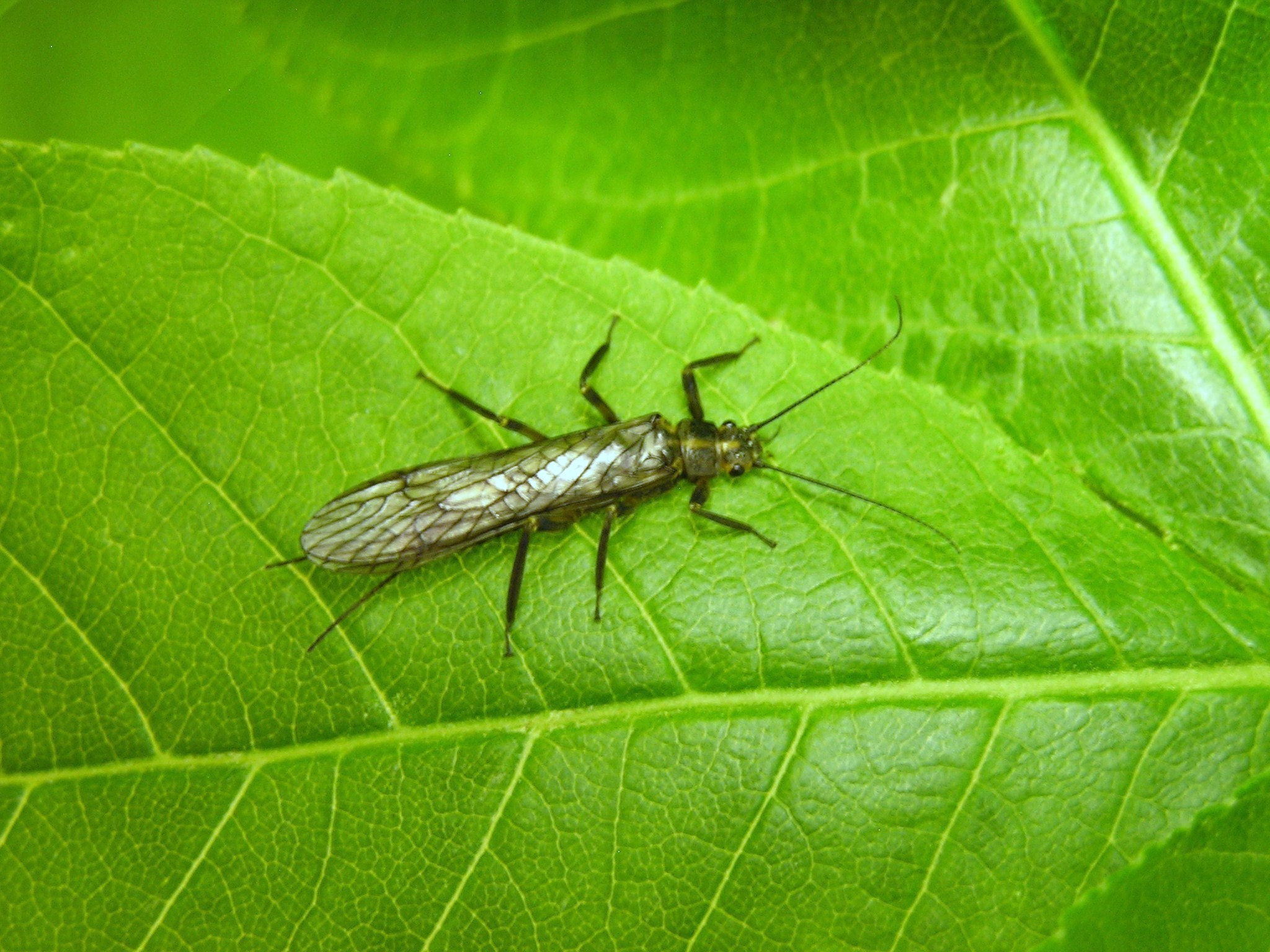